# BBC One
BBC One là kênh truyền hình của BBC phát sóng trong phạm vi lãnh thổ Vương quốc Anh, Đảo Man và Quần đảo Eo Biển. Phát sóng lần đầu tiên vào ngày 2 tháng 11 năm 1936 với tên gọi ban đầu là BBC Television Service, đây là kênh truyền hình đầu tiên phát sóng tại Anh và trên toàn thế giới, với độ phân giải hình ảnh cao. Nó đã được đổi tên thành BBC TV trong năm 1960, sử dụng tên này cho đến khi khởi động kênh BBC2 năm 1964. Tên gọi BBC1 được áp dụng từ năm 1964, và BBC One, biến thể của tên gọi này, bắt đầu được sử dụng làm tên chính thức cho kênh từ ngày 4 tháng 10 năm 1997 đến nay.
Doanh thu các năm 2012-2013 là 1.14 tỷ bảng Anh. Cùng với các kênh truyền hình khác phát sóng trên toàn lãnh thổ nước Anh, BBC One được tài trợ từ nguồn thu phí giấy phép truyền hình, và là một trong số nhiều kênh nằm trong hệ thống của BBC phát sóng các chương trình truyền hình phi thương mại. Hiện tại, đây là kênh truyền hình có lượng khán giả theo dõi nhiều nhất nước Anh, và luôn luôn cạnh tranh với kênh truyền hình quảng bá ITV.
Kể từ tháng 6 năm 2013, kênh do Charlotte Moore, Giám đốc Nội dung của BBC, đứng đầu.

## Lịch sử

### Những năm đầu tiên

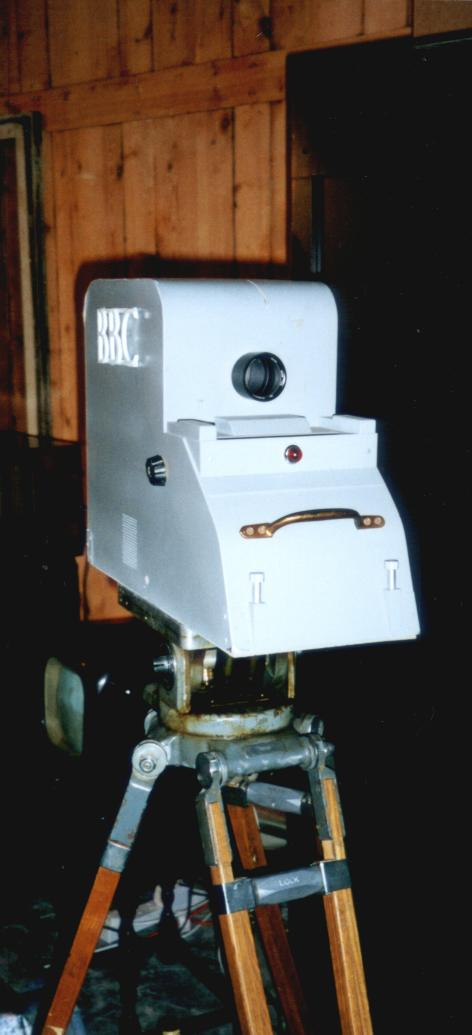
Bản sao của một camera Emitron được sử dụng để phát các chương trình 405 dòng sớm nhất trên kênh

BBC bắt đầu chương trình truyền hình thông thường từ tầng hầm của Broadcasting House, London, vào ngày 22 tháng 8 năm 1932. Dịch vụ Truyền hình BBC chính thức bắt đầu các chương trình truyền hình thường xuyên vào ngày 2 tháng 11 năm 1936 từ một cánh đã được chuyển đổi của Cung điện Alexandra ở London. Vào ngày 1 tháng 9 năm 1939, hai ngày trước khi Anh tuyên chiến với Đức, đài này đã bị ngừng phát sóng với ít cảnh báo, với chương trình cuối cùng được chiếu trước khi tắt sóng là phim hoạt hình Mickey's Gala Premier (1933, nằm trong series Chuột Mickey) do chính phủ lo ngại rằng các đường truyền VHF sẽ hoạt động như một tín hiệu báo hiệu cho máy bay địch đang bay tới London. Đài truyền hình BBC trở lại vào ngày 7 tháng 6 năm 1946 lúc 15:00. Jasmine Bligh, một trong những người dẫn chương trình đầu tiên, đã đưa ra thông báo đầu tiên, rằng: "Chào buổi chiều mọi người. Bạn có khỏe không? Bạn có nhớ tôi không, Jasmine Bligh?". Phim hoạt hình chuột Mickey tương tự được chiếu vào năm 1939 đã được lặp lại hai mươi phút sau đó.

### BBC1
BBC giữ độc quyền theo luật định về phát sóng truyền hình ở Vương quốc Anh cho đến khi Associated-Rediffusion, đài Truyền hình Độc lập (ITV) đầu tiên bắt đầu phát sóng vào ngày 22 tháng 9 năm 1955. Sự cạnh tranh nhanh chóng buộc kênh phải thay đổi danh tính và các ưu tiên của mình sau khi lượng khán giả giảm đi đáng kể.
Báo cáo Pilkington năm 1962 về tương lai của phát sóng đã nhận thấy điều này, và ITV thiếu bất kỳ chương trình nghiêm túc nào. Do đó, BBC được cho là xứng đáng để thành lập đài truyền hình thứ ba của Anh.
Đài này, được đổi tên thành BBC TV vào năm 1960, trở thành BBC1 khi BBC2 được lên sóng vào ngày 20 tháng 4 năm 1964, truyền hình ảnh 625 dòng vốn không tương thích trên UHF. Cách duy nhất để nhận tất cả các kênh là sử dụng bộ thu phức hợp "tiêu chuẩn kép" 405 và 625-line, VHF và UHF, với cả VHF và UHF trên không. Các bộ chỉ 405 dòng cũ đã trở nên lỗi thời vào năm 1985, khi quá trình truyền tiêu chuẩn kết thúc, mặc dù các bộ chuyển đổi tiêu chuẩn đã có sẵn cho những người đam mê sưu tầm và khôi phục những chiếc TV như vậy.
BBC1 có trụ sở tại Trung tâm Truyền hình BBC được xây dựng có mục đích tại White City, Luân Đôn từ năm 1960 đến năm 2013. Truyền hình News tiếp tục sử dụng Cung điện Alexandra làm cơ sở — vào đầu năm 1968, hãng thậm chí đã chuyển một trong các phòng thu của mình sang màu — trước khi chuyển sang mới cơ sở vật chất được xây dựng theo mục đích tại Trung tâm Truyền hình vào ngày 20 tháng 9 năm 1969.
Trong những tuần trước ngày 15 tháng 11 năm 1969, BBC1 đã thử nghiệm chương trình màu. Vào lúc nửa đêm ngày 15 tháng 11, đồng thời với ITV, BBC1 chính thức bắt đầu chương trình màu PAL 625 dòng trên UHF với buổi phát sóng buổi hòa nhạc của Petula Clark, hai năm sau, BBC2 chuyển sang truyền hình màu. Có thể nhận truyền màu (đơn sắc) trên bộ 625 dòng đơn sắc cho đến khi kết thúc phát sóng analog.
Giai đoạn thành công nhất của BBC1 là dưới thời Bryan Cowgill từ năm 1973 đến 1977, khi kênh này đạt tỷ lệ khán giả trung bình là 45%. Đây là giai đoạn thành công nhất của kênh xét về lượng khán giả.
Vào ngày 30 tháng 12 năm 1980, BBC thông báo ý định giới thiệu một dịch vụ truyền hình buổi sáng mới để cạnh tranh với TV-am. BBC tuyên bố nó sẽ bắt đầu phát sóng trước TV-am, nhưng họ đã không thể làm được cho đến tháng 11 năm 1981 khi thu nhập phí giấy phép mới có để cố gắng kéo dài thời gian phát sóng, với hy vọng chương trình bắt đầu từ năm 1982. Ngày 17 tháng 1 năm 1983, Breaskfast Time (Giờ ăn sáng) được chiếu trên BBC1, trở thành dịch vụ truyền hình buổi sáng trên phạm vi rộng đầu tiên của Vương quốc Anh  và tiếp tục dẫn đầu về xếp hạng cho đến năm 1984.

## Kênh liên quan

### BBC One +1
Ngày 8 tháng 10 năm 2013, BBC công bố kế hoạch để khởi động BBC One +1. Dự kiến, đây là kênh truyền hình sẽ thay thế vào tần số phát sóng của BBC Three từ năm 2016. Tuy nhiên, vào ngày 30 tháng 6 năm 2015, Hội đồng Tín thác của BBC (BBC Trust) đã từ chối kế hoạch lên sóng BBC One +1, do lo ngại sẽ xảy ra việc hao hụt về phí tổn vào tay các đối thủ của nhà đài.

### BBC One HD
BBC One HD là phiên bản truyền hình độ nét cao của BBC One, phát sóng ban đầu trên độ phân giải hình ảnh 720p, và lên sóng lần đầu vào ngày 3 tháng 11 năm 2010, với chương trình đầu tiên là The One Show. Một số chương trình của kênh, bao gồm Doctor Who, Holby City, The One Show, Strictly Come Dancing, The Apprentice và EastEnders cũng lên sóng theo định dạng HDTV từ ngày 25 tháng 12 năm 2010. Từ ngày 30 tháng 5 năm 2012, tín hiệu HD của kênh lên sóng trên nền tảng truyền hình vệ tinh cũng như truyền hình hữu tuyến.

## Chương trình
BBC One's remit is to be the BBC's most popular mixed-genre television service across the UK, offering a wide range of high quality programmes. It should be the BBC's primary outlet for major UK and international events and it should reflect the whole of the UK in its output. A very high proportion of its programmes should be original productions.— BBC One remit

Trừ sự kiện thể thao và tin tức đầu năm nhất đã xem chương trình ở đỉnh cao của họ xem điểm (theo BARB) là:
| Rank | Show                  | Episode                                                      | Number of viewers (millions) | Date                              |
| ---- | --------------------- | ------------------------------------------------------------ | ---------------------------- | --------------------------------- |
| 1    | EastEnders            | Den divorces Angie.                                          | 30.15                        | 01986-12-25 25 tháng 12 năm 1986* |
| 2    | EastEnders            | New Year Episode - Sharon is stalked.                        | 28.00                        | 01987-01-01 1 tháng 1 năm 1987*   |
| 3    | Only Fools and Horses | "Time on Our Hands"                                          | 24.35                        | 01996-12-29 29 tháng 12 năm 1996  |
| 4    | EastEnders            | Everyone is telling Mark to tell Michelle about his illness. | 24.30                        | 01992-01-02 2 tháng 1 năm 1992*   |
| 5    | EastEnders            | Michelle tells Den that she is pregnant.                     | 24.15                        | 01988-01-07 7 tháng 1 năm 1988*   |

## Điều hành
- 1963–1965: Donald Baverstock
- 1965–1967: Michael Peacock
- 1967–1973: Paul Fox
- 1973–1977: Bryan Cowgill
- 1977–1981: Bill Cotton
- 1981–1984: Alan Hart
- 1984–1987: Michael Grade
- 1987–1993: Jonathan Powell
- 1993–1996: Alan Yentob
- 1996–1997: Michael Jackson
- 1997–2000: Peter Salmon
- 2000–2005: Lorraine Heggessey
- 2005–2007: Peter Fincham
- 2007–2008: Roly Keating (acting)
- 2008–2010: Jay Hunt
- 2010–2013: Danny Cohen
- 2013–nay: Charlotte Moore[24]

## Logo

Biểu tượng của BBC1 từ ngày 16 tháng 2 năm 1991 đến 4 tháng 10 năm 1997
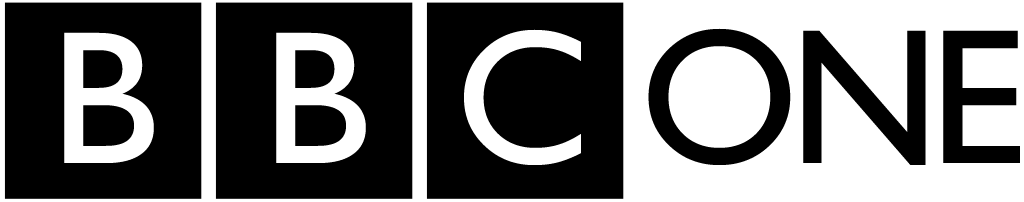
Biểu tượng của BBC One từ 4 Tháng 10 năm 1997 đến 29 tháng 3 năm 2002
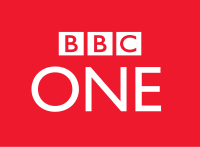
Biểu tượng của BBC One từ 29 tháng 3 năm 2002 đến 7 tháng 10 năm 2006
Biểu tượng của BBC One từ 7 tháng 10 năm 2006 đến nay
Biểu tượng của BBC One HD